# USS Reliant
USS Reliant NCC-1864 es una nave ficticia del universo Star Trek, aparece en la película, Star Trek II La Ira de Khan, es una nave de exploración clase Miranda de la Federación Unida de Planetas con registro NCC-1864, comandada por el capitán Clark Terrell siendo su primer oficial el comandante Pavel Chekov. 
En 2285 fecha estelar 8130.4, fue secuestrada por el renegado Khan Noonien Singh mientras estaba en órbita de un planeta que creyeron que era Ceti Alfa VI, durante el secuestro de la nave por parte de Khan, entró en combate contra el USS Enterprise NCC-1701, quedando seriamente dañada y finalmente fue destruida por Khan al detonar el dispositivo Génesis.